# Consonne occlusive éjective uvulaire
La consonne occlusive éjective uvulaire est un son consonantique existant dans certaines langues. Le symbole dans l'alphabet phonétique international est [qʼ].

## Caractéristiques
Voici les caractéristiques de la consonne occlusive éjective uvulaire :
- Son mode d'articulation est occlusif, ce qui signifie qu'elle est produite en obstruant l’air du chenal vocal.
- Son point d'articulation est uvulaire, ce qui signifie qu'elle est articulée avec le dos de la langue (la dorsal) contre ou près de la luette.
- Sa phonation est sourde, ce qui signifie qu'elle est produite sans la vibration des cordes vocales.
- C'est une consonne orale, ce qui signifie que l'air ne s’échappe que par la bouche.
- C'est une consonne centrale, ce qui signifie qu’elle est produite en laissant l'air passer au-dessus du milieu de la langue, plutôt que par les côtés.
- Son mécanisme de courant d'air est égressif glottal, ce qui signifie qu'elle est articulée en poussant l'air par la glotte, plutôt que par les poumons.

## En français
Cette consonne n'existe pas en français.

## Dans les autres langues
Le géorgien possède ce son, représenté par la lettre ‹ ყ ›. La prononciation exacte de /q’/ varie entre [q’], [χ’], [q’χ] et [ʔ].